# 鈴木義弘
鈴木 義弘（すずき よしひろ、1962年11月10日 - ）は、日本の政治家。国民民主党所属の衆議院議員（4期）、衆議院決算行政監視委員長、国民民主党副代表・同倫理委員長・同埼玉県連会長。
国民民主党幹事長代理、改革結集の会政調会長（初代）、埼玉県議会議員（4期）などを歴任。

## 来歴
埼玉県三郷市生まれ。日本大学第一高等学校、日本大学理工学部卒業。大学卒業後の1985年4月より、土屋義彦参議院議員の秘書を務める（土屋は1992年、参議院議員を辞職し、埼玉県知事に転身）。

### 埼玉県議会議員として
1999年、埼玉県議会議員選挙に東11区（現・東10区 三郷市）から立候補し、初当選した。以後県議を4期13年務め、県議会環境防災農林委員長、文教常任委員長、暮らしの安全・安全対策特別委員長等を歴任。県議時代は自由民主党に所属し、埼玉県連の青年部長も務めた。

### 衆議院議員へ転身
2012年6月、自由民主党を離党し、日本維新の会に移籍。11月26日付で県議を辞職して第46回衆議院議員総選挙に埼玉14区から日本維新の会公認で立候補。選挙区では自民党新人の三ッ林裕巳に敗れたが、比例北関東ブロックで比例復活、初当選した。
2014年9月、維新の党の結党に参加し、埼玉県総支部幹事長に就任する。同年12月の第47回衆議院議員総選挙では、維新の党公認で埼玉14区から立候補、前回よりも大差で三ッ林に敗れたものの、再び比例北関東ブロックで復活し、再選。
2015年10月の所沢市長選挙では元維新の党所属の元衆議院議員・並木正芳を推さずに自民党・公明党が推薦した現職の藤本正人を支援した。同選挙後の11月2日、維新の党に離党届を提出。12月14日、衆議院の院内会派「改革結集の会」に入会した。12月21日、同会派の政党化に伴い、党政調会長に就任した。
2016年3月、民進党結党に参加。5月26日、自誓会（細野派）に入会。

### 民進党離党、希望の党結党
2017年7月27日、民進党代表の蓮舫が、同月の東京都議会議員選挙の結果を受けて辞任を表明。蓮舫の辞任に伴い9月1日に行われた代表選挙は国会議員票で無効票が8票という異例の事態となった。鈴木、笠浩史、後藤祐一ら自誓会の中核メンバー3人と、岸本周平、福島伸享は白票を投じた。同年9月9日、鈴木ら5人が翌週に離党する方向となったことが報じられた。9月13日、離党届を提出。大島敦幹事長は議員辞職を求めたが、鈴木は拒否した。同日の離党会見では、離党理由について「（民共共闘見直しを主張していた前原誠司代表の下で発足した新執行部は）共産党とは一度リセットすると言いながらも、なかなか体制が見えてこない」と述べ、離党時期を決めた経緯について「（細野豪志に）『保守の二大政党をつくりたい』と誘われて民進党に入った。誘ってくれた人が8月に離党したことで1カ月間考え、後援会にも相談に回って最終的な決断をした」と説明したほか、会見終盤に細野が加わり新党結成に意欲を示す一幕もあった。民進党は「重大な反党行為」として離党届を受理せず19日付で除籍（除名）処分とし、比例代表選出議員であることから併せて議員辞職勧告も受けることとなった。
9月27日、小池百合子東京都知事を代表とする新党「希望の党」設立会見に、結党メンバーとなる国会議員14人の一人として参加した。直後の第48回衆議院議員総選挙では再び三ッ林に敗れ、比例復活もならず落選となった。

### 国民民主党として

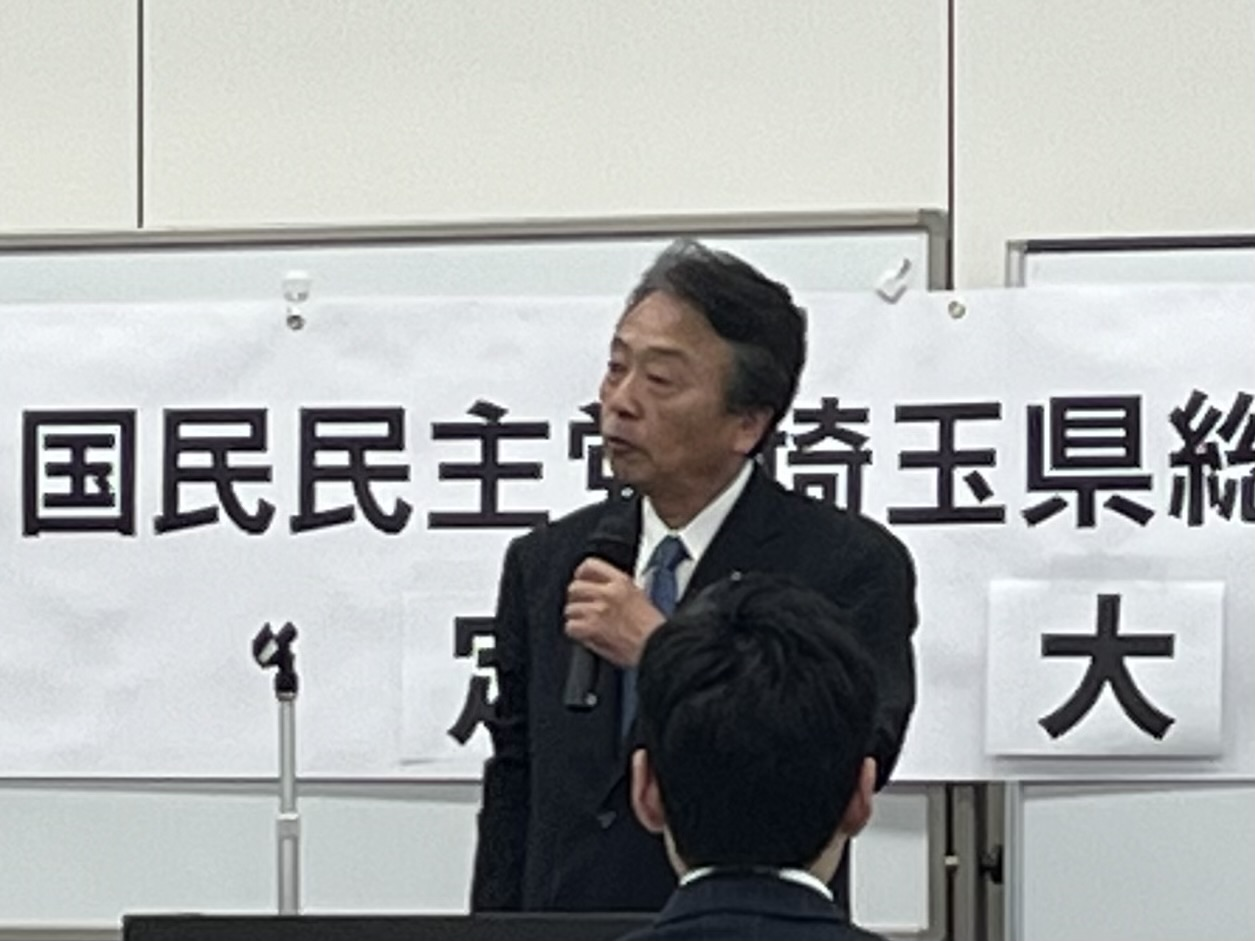
2024年、国民民主党埼玉県連定期大会で挨拶

希望の党解党に伴い無所属となったのち2020年12月に上田清司からの勧めを受け「国民民主党」に入党。同月、埼玉14区の党候補者として擁立が内定。
2021年10月31日の第49回衆議院議員総選挙では、小選挙区で落選したものの、国民民主党が比例北関東ブロックで1議席を確保したことで惜敗率が1位であった鈴木が3選を果たし、国民民主党・無所属クラブに所属。
2021年12月から国民民主党幹事長代理、国民民主党埼玉県連会長に就任。
2023年8月に行われた国民民主党代表選挙では同選挙管理委員に就任し、共同記者会見・候補者討論会などで司会進行を務めた。
2024年10月27日の第50回衆議院議員総選挙では、区割り変更に伴い三ッ林が13区に移行したため、比例北関東ブロックから鞍替えする形で出馬した公明党代表の石井啓一との戦いとなった。投票の結果、1万票余りの差をつけて初の小選挙区当選を果たした（石井は比例重複をしておらず落選）。

## 国会での役職
- 2013（平成25）年1月[37] 衆議院（第183回国会）：農林水産委員会委員、科学技術・イノベーション推進特別委員会委員
- 2014（平成26）年9月[38]  衆議院（第187回国会）：経済産業委員会理事、科学技術・イノベーション推進特別委員会委員
- 2015（平成27）年1月[39]  衆議院（第189回国会）：経済産業委員会理事、文部科学委員会委員
- 2016（平成28）年1月[40]  衆議院（第190回国会）：内閣委員会委員、政治倫理の確立及び公職選挙法改正に関する特別委員会委員
- 2016（平成28）年9月[41]  衆議院：経済産業委員会委員、科学技術・イノベーション推進特別委員会理事
- 2021（令和3）年12月[42]  衆議院（第207回国会）：法務委員会委員、経済産業委員会委員、科学技術・イノベーション推進特別委員会委員
- 2022（令和4）年1月[43]  衆議院（第208回国会）：科学技術・イノベーション推進特別委員会委員、経済産業委員会委員、法務委員会委員、予算委員会委員
- 2022（令和4）年8月[44]  衆議院（第209回国会）：経済産業委員会委員
- 2022（令和4）年10月[45]  衆議院（第210回国会）：科学技術・イノベーション推進特別委員会委員、経済産業委員会委員、法務委員会委員

## 政策・主張
- 2014衆院選 毎日新聞候補者アンケートによると
  - 憲法9条の改正と集団的自衛権の行使容認に反対。
  - 軽減税率の導入に反対。
  - アベノミクスを評価しない。
  - 原発は日本に必要ない。
  - 首相は靖国神社に参拝すべきでない。
  - 特定秘密保護法は日本に必要ない[46]。
- 2017年の朝日新聞によるアンケートにおいて、選択的夫婦別姓制度導入について、どちらかと言えば反対、としている[47]。
- 2021年の東京新聞による衆院選候補者アンケートによると[48]
  - 憲法は、時代にあうものにすべき。新憲法を作るべき。
  - 2030年の電源構成における原子力発電が占める割合は、6%にすべき。
  - 選択的夫婦別姓に賛成。同性婚に反対。
  - 生涯かけて取り組みたいテーマは、21世紀を担う心豊かな人づくり。
- 「核兵器廃絶に向けたG7国会議員フォーラム声明」に賛同（2023年4月26日）[49]。

## 人物
- 日本大学理工学部工業化学科だったこともあり、得意分野は科学技術・資源エネルギー・経済産業分野など。
- 国会における各委員会ではロジカルで鋭い質問が核心的な答弁を引き出すことも多く、定評がある[50][信頼性要検証]。
- 2023年国民民主党代表選挙では、共同記者会見・候補者討論会などで司会進行を務め、好評だった[51][信頼性要検証]。
- 喫煙者であり、超党派の愛煙家国会議員からなる議員連盟「もくもく会」に所属している[要出典]。

## 所属団体
- （社）三郷青年会議所OB会員（第19代理事長）[52]
- （一社）埼玉県ペタンク・ブール連盟顧問[52]
- 三郷リトルシニアチーム会長[52]
- 三郷市サッカー協会会長[52]
- 三郷市囲碁将棋連盟顧問[52]
- 市内小学校PTA顧問[52]
- （社）越谷法人会青年部元役員[52]
- 三郷市スポーツ少年団元顧問[52]
- 県立三郷高校PTA後援会元顧問[52]

## 議員連盟
- 男女共同参画推進本部
- 日米欧総合安全保障議員協議会
- 食の安全・安心を創る議員連盟
- 世界連邦日本国会委員会
- 国民民主党と無所属議員による全建総連(全国建設労働組合総連合)議員懇親会
- 国民民主党と無所属議員による行政書士制度推進議員連盟
- 資源リサイクル推進議員連盟
- 教育立国推進議会
- 日本の領土(竹島、尖閣諸島等)を守るため行動する議員連盟
- 国民民主党と無所属議員による弁理士制度改革・知的財産制度改革推進議員連盟
- 有機農業推進議員連盟
- 日本の科学技術危機対策議員連盟
- 半導体戦略推進議員連盟
- 国民民主党 司法書士制度推進議員連盟

## 選挙歴
| 当落 | 選挙                   | 執行日         | 年齢 | 選挙区       | 政党         | 得票数    | 得票率 | 定数 | 得票順位 /候補者数 | 政党内比例順位 /政党当選者数 |
| ---- | ---------------------- | -------------- | ---- | ------------ | ------------ | --------- | ------ | ---- | ------------------ | ---------------------------- |
| 当   | 埼玉県議会議員選挙     | 1999年4月11日  | 36   | 東第11区     | 無所属       | 1万533票  |        | 2    | 2/4                | /                            |
| 当   | 埼玉県議会議員選挙     | 2003年4月13日  | 40   | 東第12区     | 自由民主党   | 1万2277票 |        | 2    | 1/4                | /                            |
| 当   | 埼玉県議会議員選挙     | 2007年4月8日   | 44   | 東第11区     | 自由民主党   | 1万3370票 |        | 2    | 1/3                | /                            |
| 当   | 埼玉県議会議員選挙     | 2011年4月10日  | 48   | 東第11区     | 自由民主党   | 1万2985票 |        | 2    | 1/5                | /                            |
| 比当 | 第46回衆議院議員総選挙 | 2012年12月16日 | 50   | 埼玉県第14区 | 日本維新の会 | 7万1949票 | 32.38% | 1    | 2/5                | 3/4                          |
| 比当 | 第47回衆議院議員総選挙 | 2014年12月14日 | 52   | 埼玉県第14区 | 維新の党     | 7万3320票 | 36.13% | 1    | 2/3                | 2/3                          |
| 落   | 第48回衆議院議員総選挙 | 2017年10月22日 | 54   | 埼玉県第14区 | 希望の党     | 6万2733票 | 30.29% | 1    | 2/4                | 12/4                         |
| 比当 | 第49回衆議院議員総選挙 | 2021年10月31日 | 58   | 埼玉県第14区 | 国民民主党   | 7万2553票 | 33.62% | 1    | 2/3                | 1/1                          |
| 当   | 第50回衆議院議員総選挙 | 2024年10月27日 | 61   | 埼玉県第14区 | 国民民主党   | 7万608票  | 37.04% | 1    | 1/6                | /                            |